# Tudo por um Pop Star 2
Tudo por um Popstar 2 é um filme de comédia musical brasileiro de 2024, produzido pela Panorâmica Filmes em parceria com a Star Original Productions. Sequência de Tudo por um Popstar, lançado em 2018, e livremente baseado em Tudo por um Namorado, é dirigido por Marco Antonio de Carvalho, e conta com roteiro escrito por Thalita Rebouças. Foi lançado em 10 de outubro de 2024 nos cinemas.
Estrelado por Gabriella Saraivah, Laura Castro e Bela Fernandes, conta com Lucas Burgatti, Giovanna Lancellotti, Clarissa Müller, Caio Manhente, Maitê Padilha e Bárbara Maia no elenco.

## Sinopse
Duda (Gabriella Saraivah), Bia (Bela Fernandes) e Julinha (Laura Castro) moram em Resende, uma cidade do interior do Rio de Janeiro, e estudam na mesma escola das protagonistas do primeiro filme. Para comemorar os 15 anos de amizade, as três decidem organizar uma viagem para assistir ao último show da turnê de um famoso cantor pop, Diggy (Lucas Burgatti), que não só estudou na mesma escola delas, como também foi namorado de Duda anos atrás. Para essa jornada, elas irão dirigir o velho fusca de Babete (Giovanna Lancelotti) e embarcar em uma aventura que vai muito além de um simples show, colocando à prova e fortalecendo a amizade e a resiliência do trio.

## Elenco
- Gabriella Saraivah como Maria Eduarda (Duda)
- Bela Fernandes como Beatriz Lorenzetti (Bia)
- Laura Castro como Júlia (Julinha)
- Lucas Burgatti como Diggy
- Giovanna Lancellotti como Babette Pereira
- Clarissa Müller como Natalia (Nat)
- Caio Manhente como Rômulo
- Maitê Padilha como Danielle
- Bárbara Maia como Liliane
- Ana Bárbara Malaquias como Gisele
- João Manoel como Bento
- Karoliny Mariano como Suzzy
- Bruno Rocha como Hugo Gloss
- Thalita Rebouças como Margô
- Pietra Quintela como Pietra
- Ester Dias como Paloma
- Ângela Paes como Lorena
- Renata Castro como Jeane
- Lara Moura como Duda (criança)
- Thales Miranda como Diggy (criança)
- Juliana Guimarães como Beth

## Produção
As filmagens ocorreram no Rio de Janeiro de 18 de setembro a 23 de outubro de 2023.